# Cửa hàng kho
Cửa hàng kho hoặc siêu thị kho là một nhà bán lẻ thực phẩm và tạp hóa vận hành các cửa hàng hướng đến việc giảm giá sâu hơn so với siêu thị truyền thống. Các cửa hàng này cung cấp một trải nghiệm không rườm rà và kho chứa hàng dự trữ tốt với hàng hóa dự định di chuyển với khối lượng cao hơn. Không giống như các câu lạc bộ nhà kho, cửa hàng kho không yêu cầu tư cách thành viên hoặc phí thành viên. Các cửa hàng kho cũng cung cấp một lựa chọn hàng hóa được bán với số lượng lớn, Thông thường các cửa hàng kho được bố trí theo một định dạng hợp lý dẫn mọi người theo một cách nhất định xung quanh cửa hàng để thanh toán. Khi một người bước vào cửa hàng, họ được dẫn xuống một lối mua hàng giảm giá đặc biệt khi vào cửa hàng. Từ đó, cách bố trí thường dẫn đến Produce mới, sau đó là cửa hàng thức ăn nhanh ở phía sau cửa hàng. Cũng bao gồm tiệm bánh và các bộ phận khác tương tự như các siêu thị khác. Một đặc điểm tiêu biểu khác của các cửa hàng này là khách hàng đóng gói đồ tạp hóa của riêng họ cũng giúp giảm chi phí chung. Nhiều cửa hàng kho được vận hành bởi các chuỗi cửa hàng tạp hóa truyền thống như một cách để thu hút người có thu nhập thấp, đánh giá cao người tiêu dùng có ý thức và tối đa hóa sức mua của họ để giảm chi phí tại các cửa hàng chính của họ. Các ví dụ đáng chú ý của các tập đoàn vận hành các cửa hàng kho bao gồm các chuỗi Kroger của Hoa Kỳ và Albertsons LLC  và Chợ Nugget nhỏ hơn nằm ở Sacramento. Tuy nhiên, WinCo Food là một ngoại lệ vì đây là một chuỗi kho của riêng mình và không phải là một phần của chuỗi siêu thị truyền thống lớn hơn như A &amp; P, Safeway, Kroger hoặc Supervalu.

## Ví dụ ở Hoa Kỳ và Canada
Chuỗi cửa hàng kho truyền thống bao gồm:
1. Cub Foods, liên kết với SuperValu [4]
2. Food 4 Less, liên kết với Kroger (và Nugget Market ở Bắc California / Oregon)
3. Food Basics (Canada), liên kết với Metro Inc.[5]
4. <a href="./Food_Basics_USA" rel="mw:WikiLink" data-linkid="41" data-cx="{&quot;adapted&quot;:false,&quot;sourceTitle&quot;:{&quot;title&quot;:&quot;Food Basics USA&quot;,&quot;pagelanguage&quot;:&quot;en&quot;,&quot;thumbnail&quot;:{&quot;source&quot;:&quot;https://upload.wikimedia.org/wikipedia/commons/thumb/6/6a/7.17.07NorthBergenFoodBasicsByLuigiNovi.jpg/80px-7.17.07NorthBergenFoodBasicsByLuigiNovi.jpg&quot;,&quot;width&quot;:80,&quot;height&quot;:44}}}" class="cx-link" id="mwIw" title="Food Basics USA">Food Basics</a> (Hoa Kỳ), liên kết với A &amp; P [6]
5. Food Maxx, liên kết với Save Mart
6. Food Co., liên kết với Kroger
7. Food Source, liên kết với siêu thị Raley
8. Superior Grocers, một chuỗi phía nam California độc lập
9. Super 1 Foods, có trụ sở ở phía đông Texas, Arkansas và Louisiana; thuộc sở hữu của công ty tạp hóa Brookshire
10. Super 1 Foods, có trụ sở tại Idaho, Montana và Washington, thuộc sở hữu của Siêu thị Rosauers
11. Super One Food, một chuỗi nhỏ có trụ sở tại Duluth MN
12. Super Saver Foods, liên kết với Albertsons
13. Warehouse Economy Outlet (WEO), liên kết với A &amp; P, hiện không còn tồn tại [6]
14. Smart &amp; Final (SFS), thuộc sở hữu của Ares Management, gần đây đã bắt đầu giao dịch công khai
15. Warehouse Markets một chuỗi nhỏ dựa trên Tulsa OK
16. WinCo Foods (bao gồm một cửa hàng Waremart ở Oregon)

Các loại chuỗi cửa hàng kho khác bao gồm:
1. Aldi. Cửa hàng Aldi là các cửa hàng đặc sản nhỏ hơn, chủ yếu chỉ có nhãn riêng của họ trong nhà riêng.
2. Woodman's Markets. Tập trung vào việc mang nhiều loại thương hiệu và dịch vụ sản phẩm lớn hơn nhiều so với các siêu thị truyền thống với giá thấp hơn.